# Gerbilliscus
Gerbilliscus é um gênero de roedores da família Muridae.

## Espécies
- Gerbilliscus afra (Gray, 1830)
- Gerbilliscus boehmi (Noack, 1887)
- Gerbilliscus brantsii (A. Smith, 1836)
- Gerbilliscus guineae Thomas, 1910
- Gerbilliscus inclusus Thomas & Wroughton, 1908
- Gerbilliscus kempi Wroughton, 1906
- Gerbilliscus leucogaster (Peters, 1852)
- Gerbilliscus nigricaudus (Peters, 1878)
- Gerbilliscus phillipsi (de Winton, 1898)
- Gerbilliscus robustus (Cretzschmar, 1830)
- Gerbilliscus validus (Bocage, 1890)